# Guerre de Vai
Batailles
10 août 1839 : Bataille de la rivière Vai
La guerre de Vai est un conflit opposant les deux royaumes coutumiers de Sigave et Alo sur l'île de Futuna en 1839 (aujourd'hui intégrée à la collectivité d'outre-mer française de Wallis-et-Futuna), en Océanie. C'est la dernière guerre que l'île de Futuna ait vécu. Elle fixe les frontières entre les deux royaumes locaux, et consacre la victoire d'Alo, dirigé alors par le roi coutumier Niuliki. Profitant du passage d'un navire baleinier australien, les Futuniens des deux camps échangent des cochons contre des fusils, ce qui leur permet de disposer d'armes à feu pour la bataille qui se déroule le 10 août 1839 de part et d'autre de la rivière Vai. Le royaume de Alo en sort vainqueur (malo) et Sigave, perdant (lava) est pillé. Le missionnaire Pierre Chanel en est le témoin et soigne les nombreux blessés qui reviennent du champ de bataille. Après la guerre du Vai, Niuliki devient roi de l'ensemble de Futuna jusqu'à sa mort en 1842. Les connaissances de cette guerre restent assez éparpillées et en faible quantité du le fait de l'isolement de l'archipel du reste du monde à cette période, même si la tradition orale futunienne et le témoignage direct des missionnaires maristes constituent des sources précieuses.

## Historique

### Début de tensions et des conflits entre les deux royaumes

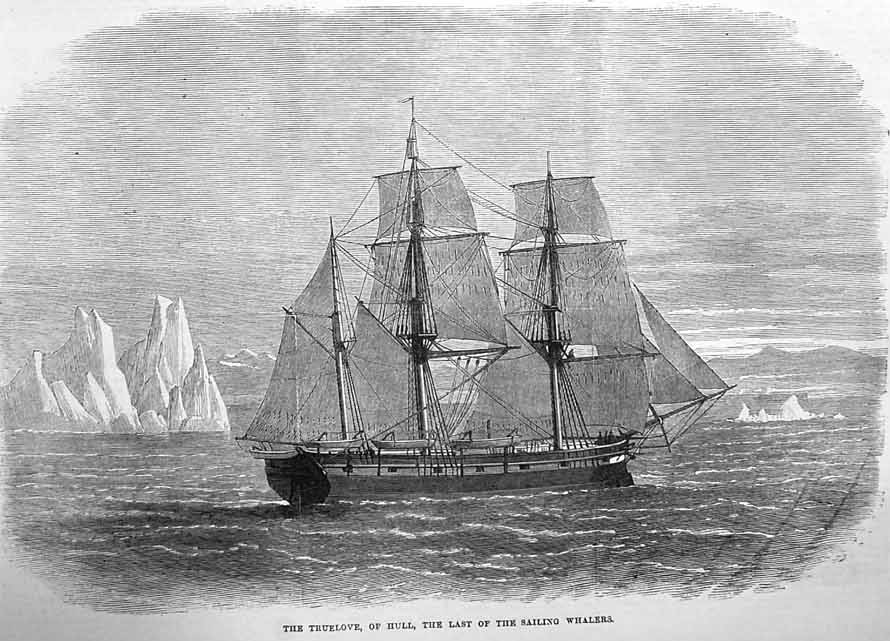
Image d'illustration d'un baleinier au XIXe siècle.

Depuis le VIIIe siècle, l'île de Futuna et sa voisine Alofi sont morcelées en de multiples entités politiques qui s'affrontent régulièrement pour le partage du territoire. Au fil des siècles, pendant la période de la « terre brune » (Kele Kula), deux royaumes coutumiers rivaux émergent : Alo et Sigave. 

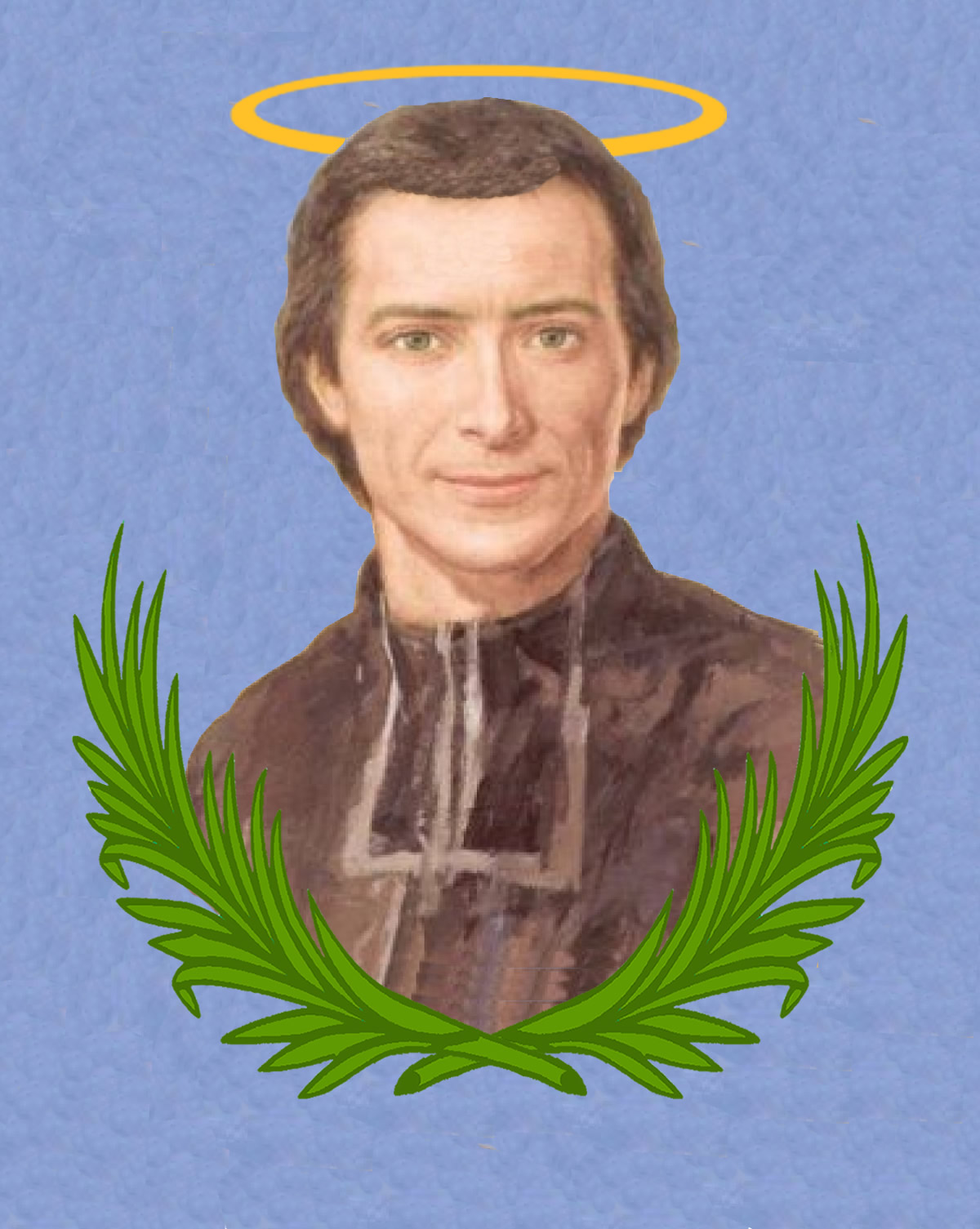
Pierre Chanel, compatriote de Marcellin Champagnat (illustré ici), missionnaire mariste français, est témoin de cette guerre.

La naissance des tensions débute par l'arrivée d'un navire baleinier australien sur l'ile de Futuna du côté de Sigave le 20 juillet 1839. Le capitaine du navire propose d'échanger un fusil contre 10 cochons. Les habitants de Sigave acquièrent quatre fusils pour une valeur de quarante cochons. Ils devancent ainsi le royaume d'Alo et s'en prennent au village de Pouma (actuellement Anakele) et la vallée de Tuatafa. Les habitants de Tuatafa répliquent et quelque temps après s'équipent de fusils afin d'attaquer le village de Vaisei.
Les missionnaires catholiques Pierre Chanel et Marie-Nizier Delorme, arrivés sur l'ile de Futuna en novembre 1837 afin d'évangéliser la population, essaient de faire de la médiation entre les deux camps. Résident avec Niuliki, roi de Alo, Pierre Chanel tente de faire stopper les combats, mais ses propositions sont toutes refusées par le roi d'Alo. Niuliki accorde cependant à Pierre Chanel de garder le contact avec le royaume opposé Sigave et s'y rend le 29 juillet 1839. Il rencontre le roi Vanea et Sam Keletaona et d'autres nobles du royaume mais la rencontre ne permet pas de conclure de trêve. Vanai accède officiellement au trône de Sigave le 30 juillet 1839. Son rôle est de donner à manger au Launiu[pas clair] ce qui signifie qu'il doit faire une guerre pour mettre les dieux de son côté.
Le 9 août, le royaume de Sigave s'équipent de nouvelles armes, une dizaine afin de se préparer à la bataille à venir. L'historien Frédéric Angleviel note que « ces armes vétustes s'affirment relativement dangereuses pour les utilisateurs encore peu adroits ». Certains Futuniens se blessent eux-mêmes avec l'utilisation de ces armes qu'ils n'ont pas l'habitude de manier.

### Bataille de la rivière de Vai
La bataille de la rivière de Vai a lieu le 10 août 1839. Les deux royaumes possédant des fusils, la guerre débute dans la vallée de Tuatafa. Cette unique bataille dans cette guerre se révèle assez meurtrière : on dénombre 12 morts pour le royaume d'Alo et 23 pour celui de Sigave. Les blessés sont faibles du côté du roi Vanea mais il y a un grand nombre de morts, notamment chez les combattants plus âgés qui succombent à leurs blessures. A contrario, du côté du roi Niuliki dans le royaume d'Alo, on dénombre entre 30 et 40 blessés.
Dans cette bataille, Sam Keletaona se distingue par sa vigueur : il est le dernier combattant du royaume de Sigave sur le champ de bataille. Lors de ces combats, plusieurs personnes trouvent la mort : Vanea, roi de Sigave, et Folivao, père de Sam Keletaona. Ces deux décès notables entrainent le pillage du territoire de Sigave par le royaume d'Alo et consacrent sa victoire sur cette bataille et cette guerre.

### Accession au pouvoir de Niuliki et conséquences sur Sigave
Pour célébrer la victoire du royaume d'Alo, une grande fête est organisée le 12 août de la même année. La tradition veut que tous ceux ayant tué un ennemi sont invités à donner un porc et un panier de taro à leur dieu. Dès le 23 août, la direction du royaume de Sigave est placée sous les moins de trois chefs[pas clair] d'Alo. « Trois chefs malo s'installèrent à Sigave pour jouer le rôle de roi vaincu ». Bien que Pierre Chanel soit favorable à la politique mise en place par le nouveau roi de tout Sigave, Niuliki, il conseille tout de même à Sam Keletaona pour sa « conduite héroïque en tant que chef de l'opposition » de quitter l'île. Pour assurer sa sécurité, ce dernier n'a plus le choix que de prendre son départ, et quitte Futuna en septembre 1839 en compagnie de sa femme à bord d'un navire.